# Altrosenberg
Altrosenberg (bis in die 1960er Jahre Rosenberg) ist ein Gemeindeteil der Gemeinde Rechtmehring im oberbayerischen Landkreis Mühldorf am Inn.

## Geographie
Die Einöde liegt auf der Gemarkung Rosenberg zwei Kilometer nördlich des Ortskerns von Rechtmehring.

## Geschichte
Bis in die 1960er Jahre hieß der Ort Rosenberg, er war Namensgeber und Hauptort der 1818 durch das bayerische Gemeindeedikt gegründeten gleichnamigen Gemeinde im Bezirksamt Wasserburg, später Landkreis Wasserburg am Inn. In dieser Zeit entstand am nördlichen Rand der Gemarkung nahe an Haag in Oberbayern gelegen eine große Siedlung, die Rosenberg benannt wurde. Aus dem bisherigen Rosenberg wurde Altrosenberg.
Durch die Gebietsreform in Bayern kam Altrosenberg zu Rechtmehring, als am 1. April 1971 die Gemeinde Rosenberg aufgelöst wurde. Rosenberg kam zu Haag in Oberbayern.